# Call of Duty: Modern Warfare: Force Recon
Call of Duty: Modern Warfare: Force Recon — игра для мобильных телефонов, разработанная студией Glu Mobile. Сюжет игры является прямым продолжением событий игры Call of Duty 4: Modern Warfare. Одиночная кампания предлагает игроку сыграть за бойца морских котиков. Действие игры происходит в Мексике на военной базе в горах Чили. Релиз игры состоялся 12 ноября 2009 года.

## Игровой процесс
Сюжет абсолютно линеен, игровые ситуации полностью подчинены сценарию. Вся игра строится на основе линейного геймплея. Почти все уровни построены на основе т. н. «коридорного» дизайна. Например, разрушаемое окружение в игре строго предопределено, даже из мощнейшего оружия невозможно уничтожить большинство объектов на уровне.

## Сюжет
Сюжет игры разворачивается через пять лет после окончания прошлой части. Морпехи отправляются в Мексику, где нам предстоит зачищать город от террористов, которые «пришли на каникулы» к мексиканцам.

## Отзывы критиков
| Иноязычные издания | Иноязычные издания |
| Издание            | Оценка             |
| ------------------ | ------------------ |
| Pocket Gamer       | [ 1 ]              |